# Municipio de Fulton (Indiana)
El municipio de Fulton (en inglés: Fulton Township) es un municipio ubicado en el condado de Fountain en el estado estadounidense de Indiana. En el año 2010 tenía una población de 622 habitantes y una densidad poblacional de 7,84 personas por km².

## Geografía
El municipio de Fulton se encuentra ubicado en las coordenadas 39°59′14″N 87°22′15″O / 39.98722, -87.37083. Según la Oficina del Censo de los Estados Unidos, el municipio tiene una superficie total de 79.38 km², de la cual 78,63 km² corresponden a tierra firme y (0,94 %) 0,74 km² es agua.

## Demografía
Según el censo de 2010, había 622 personas residiendo en el municipio de Fulton. La densidad de población era de 7,84 hab./km². De los 622 habitantes, el municipio de Fulton estaba compuesto por el 97,91 % blancos, el 0,16 % eran asiáticos, el 0,32 % eran de otras razas y el 1,61 % eran de una mezcla de razas. Del total de la población el 1,77 % eran hispanos o latinos de cualquier raza.